# Carte de paiement
« Carte bleue » redirige ici. Pour les autres significations, voir Carte bleue.
Vous pouvez aider à l'améliorer ou bien discuter des problèmes sur sa page de discussion.
- Il ne s’appuie pas, ou pas assez, sur des sources secondaires ou tertiaires. (Marqué depuis juillet 2021)
- Son ton est trop promotionnel ou publicitaire, voire hagiographique. Le texte doit adopter un ton neutre et encyclopédique. (Marqué depuis juillet 2021)
- Il adopte un point de vue régional ou culturel particulier et nécessite une internationalisation. (Marqué depuis juillet 2021)

- Archive Wikiwix
- Bing
- Cairn
- DuckDuckGo
- E. Universalis
- Gallica
- Google
- G. Books
- G. News
- G. Scholar
- Persée
- Qwant
- (zh) Baidu
- (ru) Yandex
- (wd) trouver des œuvres sur Wikidata

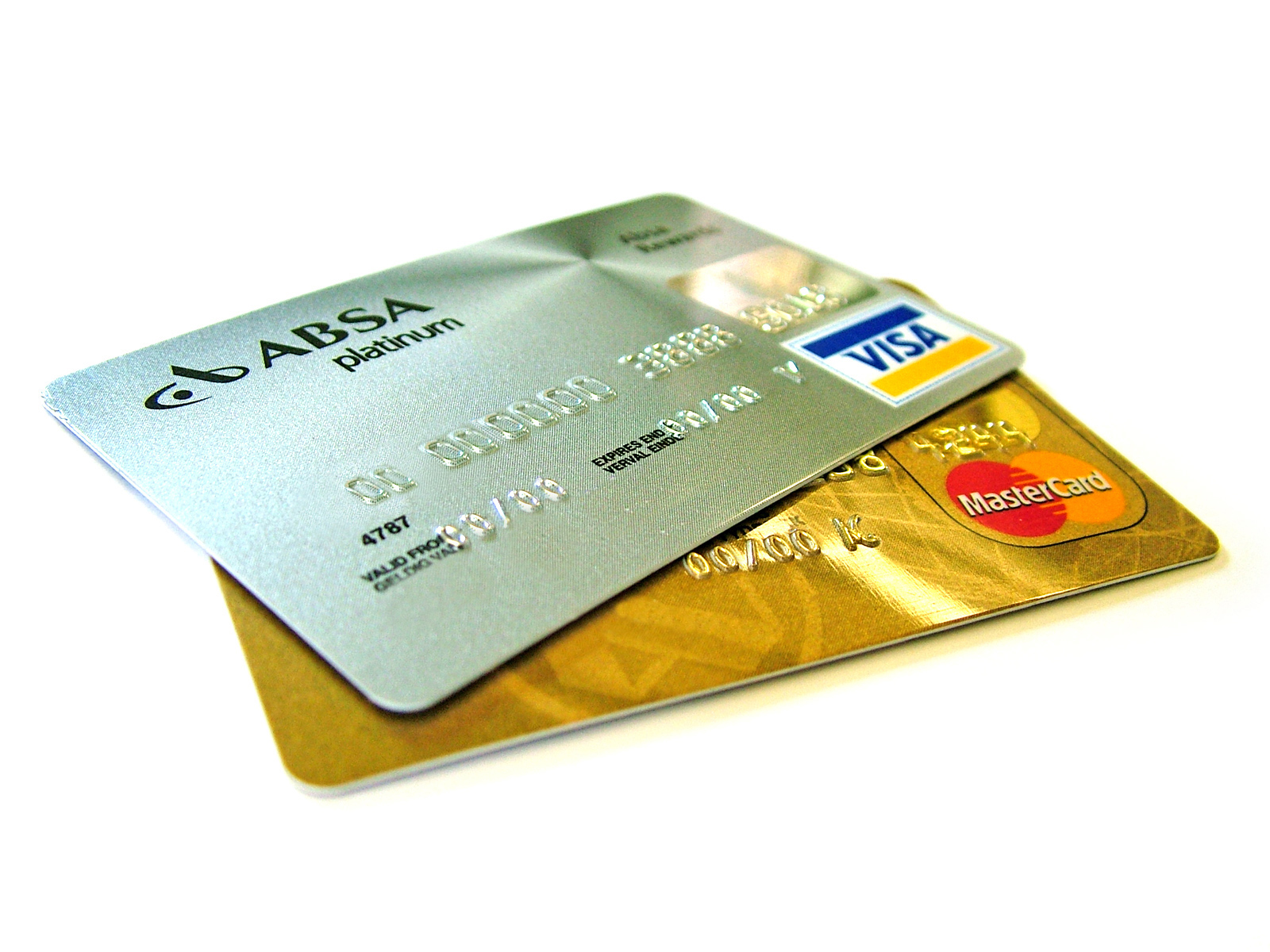
Cartes de paiement.

Une carte de paiement est un moyen de paiement se présentant sous la forme d'une carte plastique ou métallique mesurant 85,60 × 53,98 mm, équipée d'une bande magnétique et/ou d'une puce électronique (il s'agit alors d'une carte à puce), qui permet le paiement, auprès de commerçants possédant un terminal de paiement électronique ou auprès de commerces en ligne.
Le plus souvent, il s'agit d'une carte de « paiement » et de « retrait », car elle permet aussi les retraits d'espèces aux guichets automatiques bancaires.
La carte de paiement est associée à un ou à plusieurs réseaux de paiements (co-badgeage) qui peuvent être déployés mondialement tel que Visa, Mastercard, American Express, Diners, JCB, ou dans un pays seulement tel que CB en France, Bancontact en Belgique, Interac au Canada, ou bien AfriGO au Nigéria. En Europe, la réglementation impose depuis 2015 le choix final au titulaire de la carte.

## Carte de débit

### Cadre réglementaire

#### En Europe
Le règlement européen 2015/751 du 29 avril 2015 pose les principes d'une carte de débit, pour tous les ressortissants des pays qui composent l'Union européenne ou participent à la vie au sein de l'espace économique européen. Elle est définie par opposition à une carte de crédit.

#### En France
Elle accepte deux modes de fonctionnement définie par le code monétaire et financier:
"4° Fourniture d'une carte de débit (carte de paiement internationale à débit immédiat) : l'établissement fournit une carte de paiement liée au compte du client. Le montant de chaque opération effectuée à l'aide de cette carte est débité directement et intégralement sur le compte du client, au jour le jour ;
[...]
6° Fourniture d'une carte de débit (carte de paiement à autorisation systématique) : l'établissement fournit une carte de paiement liée au compte du client. Le montant de chaque opération effectuée à l'aide de cette carte est débité directement et intégralement sur le compte du client, après vérification automatique et systématique du solde (ou provision) disponible sur son compte ;"
Une carte de débit de la section 4 peut donc dépasser le solde du compte jusqu'au plafond de l'instrument défini par la banque. Cette information réglementaire est indiquée par l'émetteur de la carte pour chacune des cartes qu'il commercialise.

#### Au Brésil
L'usage des cartes de paiements est régulé par la Banque Centrale du Brésil (en portugais : Banco Central do Brasil).

#### En Indonésie
La Loi numéro 8 de 1999 de la République d'Indonésie régit l'usage des cartes de paiement.

#### En Afrique du Sud
En Afrique du Sud, le National Credit Act de 2005 pose le cadre de l'utilisation de cartes de paiement.

### Carte virtuelle
Une carte virtuelle, ou E-carte, est un service qui permet d’obtenir les informations contenues sur une carte bancaire, nécessaires pour un achat sur Internet par exemple. Les achats sont débités après contrôle de solde. Néanmoins, les transactions effectuées par carte virtuelle ne sont pas nécessairement débitées immédiatement.

## Carte de crédit

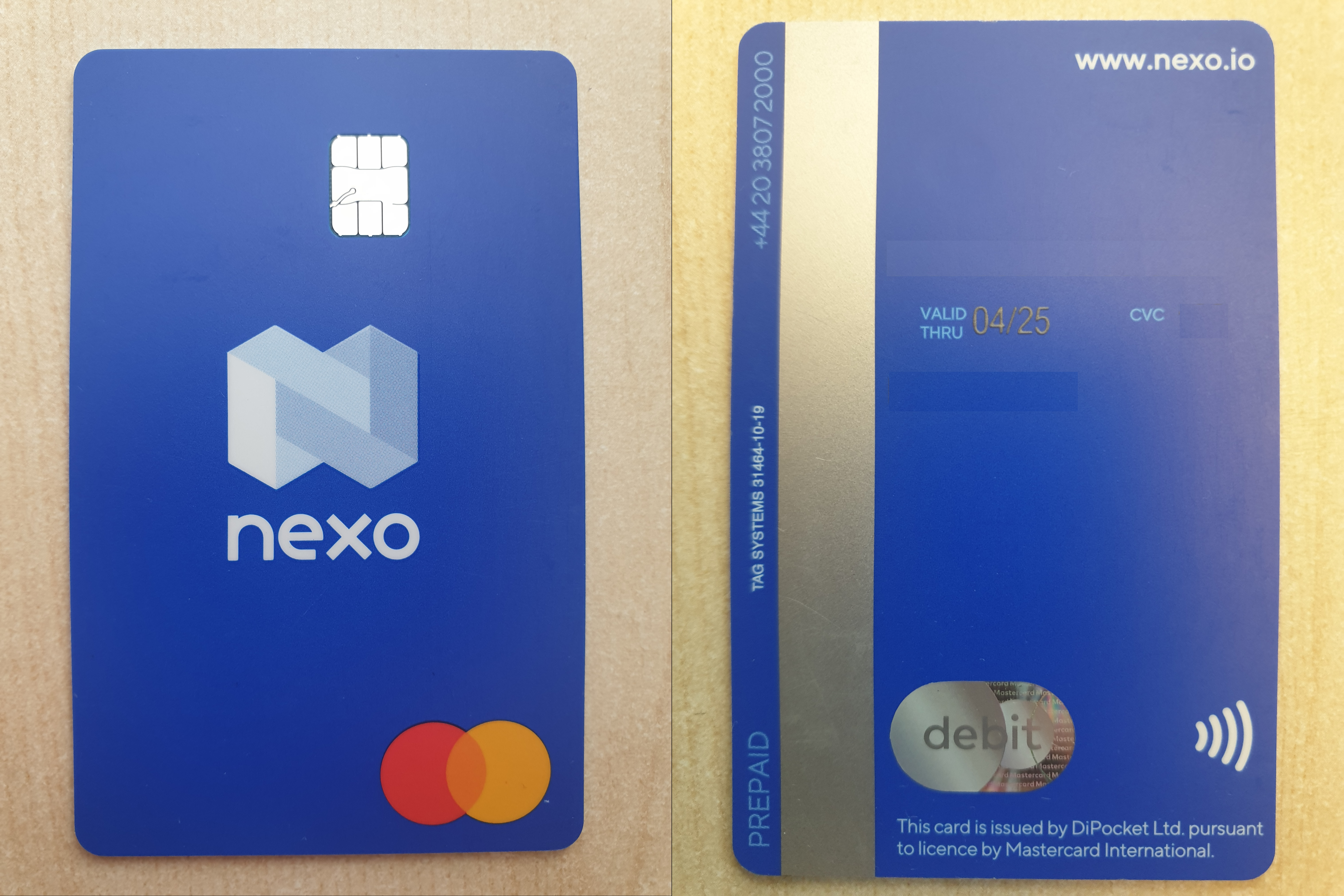
Une carte de crédit Mastercard émise par Nexo, une plateforme de crypto-monnaie.

Une carte de crédit est un moyen de paiement électronique permettant à son détenteur d'effectuer des achats en ligne ou en magasin sans utiliser d'argent liquide. Lors de l'utilisation d'une carte de crédit, l'utilisateur emprunte de l'argent à une banque ou à un émetteur de carte jusqu'à un montant prédéterminé appelé limite de crédit. Ce montant doit être remboursé à la banque, généralement à la fin du mois, avec ou sans intérêt, selon les conditions de la carte et le type de paiement effectué (minimum ou solde total). Les cartes de crédit offrent également divers avantages, tels que des programmes de récompenses, des assurances et la possibilité de construire un historique de crédit. Cependant, il est important de les utiliser avec responsabilité pour éviter les dettes excessives.
Contrairement à la carte de débit, dans laquelle l'argent est débité instantanément du compte courant du titulaire quotidiennement, les dépenses payées avec une carte de crédit sont débitées ultérieurement du compte du titulaire de la carte, au choix de l'utilisateur au moment du paiement. Dans le cas contraire, les paiements sont immédiatement payés. Le règlement européen 2015/751  du 29 avril 2015 pose les principes d'une carte de crédit : « Deux grandes catégories de cartes de crédit sont disponibles sur le marché. Avec les « cartes à débit différé », le compte du titulaire de la carte est débité du montant total des opérations à une date déterminée arrêtée au préalable, généralement une fois par mois, sans qu'il soit redevable d'intérêts. D'autres cartes de crédit permettent au titulaire de la carte d'utiliser une facilité de crédit afin de rembourser une partie des montants dus à une date postérieure à celle fixée, en s'acquittant dans le même temps d'intérêts ou d'autres frais ».
Plusieurs modes de remboursement sont généralement proposés : 
- soit au comptant différé mensuel (souvent gratuit), toutes les dépenses du mois en cours sont prélevés en une seule fois. Les cartes à débit différé sont réglementairement une catégorie de carte de crédit.
- directement d'une réserve de crédit renouvelable, soit par petites mensualités (avec intérêts). En fonction du contrat établi avec la banque émettrice de la carte, l'utilisateur peut changer de mode de remboursement à volonté, quand il le souhaite. Elles peuvent permettre également de financer un achat important en 3  ou   4 fois sans frais ou avec frais réduits (option souvent proposés par les cartes de magasins). Elles sont très généralement gratuites ou très peu chères.

Elles peuvent être de différents types :
- carte de paiement bancaire (par exemple, Europay Mastercard, Visa, American Express) de type classique, avec autorisation systématique ou non, ou même cartes de deuxième niveau de gamme plus élevée (Visa Premier, Gold American Express, Mastercard Gold). À niveau de carte identique, leurs plafonds de paiement et/ou de retrait sont parfois plus élevés que ceux de leurs homologues de débit ;
- carte de paiement d'enseignes commerciales : utilisable dans la chaîne de magasins et les magasins partenaires par laquelle elle a été émise. Les opérations sont néanmoins gérées par une banque. Elles peuvent parfois être utilisées pour effectuer des retraits dans certains distributeurs ;
- carte de paiement non émis par une banque comme Aurore, Cofinoga, etc... et qui est parfois co-marquée de l'enseigne où elle a été émise. Elle est utilisable chez tous les commerçants et dans tous les guichets automatiques bancaires du réseau auquel appartient la carte.

## Porte-monnaie électronique
Les porte-monnaie électroniques sont semblables à une carte téléphonique et sont réservés aux petites dépenses.
Différents systèmes sont en place selon le pays considéré :
- Cash en Suisse et au Liechtenstein (abandonné depuis le 31 décembre 2013) ;
- Chipknip aux Pays-Bas (abandonné le 31 décembre 2014);
- Geldkarte en Allemagne ;
- Moneo en France (abandonné le 28 juillet 2015) ;
- Proton en Belgique (abandonné le 31 décembre 2014)[12] ;
- Minicash au Luxembourg (abandonné le 31 octobre 2011) ;
- Octopus à Hong Kong ;
- Nextwave Titanium+ avec Visa ou Mastercard au Canada.

## Autres cartes
Il existe d'autres types de cartes :
- carte affaires, utilisée pour régler des frais d'entreprise uniquement;
- carte achat : pour les achats de fournitures d'entreprises, de services publics ou d'associations ;
- carte de retrait (sans aucune fonction de paiement) : pour le retrait d'argent liquide aux guichets automatiques bancaires soit interne au réseau bancaire qui l'a émise, soit interbancaire ;
- carte de fidélité (Loyalty) ;
- carte associative (Affinity) ;
- carte ville ;
- carte virtuelle (tel que e-carte bleue ou commerce en ligne).

## Dimension des cartes
La dimension des cartes de paiement est définie par la norme ISO/CEI 7810 (format ID-1) : 85,60 × 53,98 mm (en normes de mesures anglaises : 3,37 sur 2,12 pouces).
L'épaisseur de la carte est variable, suivant notamment que le texte du verso est embossé ou non mais la norme ISO 7813 définit une épaisseur de 0,760 mm (760 micromètres - 1⁄32 pouce) et des coins arrondis avec un rayon de 3,175 mm (1⁄8 pouce).

## Identification

Recto d'une carte de paiement :
1. Logotype de l'émetteur.
2. Puce électronique pour les cartes EMV.
3. Hologramme.
4. Numéro de la carte.
5. Logotype du type de carte.
6. Date de fin de validité.
7. Nom du titulaire (et parfois de l'émetteur).

Verso d'une carte de paiement :
1. Bande magnétique.
2. Emplacement pour la signature du titulaire.
3. Cryptogramme visuel.

### Informations
Une carte bancaire est identifiée par les informations suivantes : 
1. Un numéro unique (de 10 chiffres à 19 chiffres).
2. Un numéro séquentiel (souvent invisible sur la carte, mais présent dans les données électroniques) pour identifier les multiples cartes associées au même compte.

Elle possède des informations supplémentaires d'identification et de sécurité :
1. Le nom du titulaire de la carte, parfois accompagné du nom de la banque émettrice et de l'adresse de l'agence. Parfois seul le nom de l'organisme émetteur y figure (cas de certaines cartes de débit ou prépayées).
2. La date de fin de validité (avec parfois la date de début).
3. Le cryptogramme visuel composé de 3 chiffres imprimés sans embossage au dos des cartes VISA et MASTERCARD, par exemple ou de 4 chiffres, placé au dessus du numéro de carte à 15 chiffres, sur le côté droit du recto des cartes émises par le groupe American Express.

### Numéro de carte bancaire
Selon la norme internationale ISO/IEC 7812, le numéro de carte bancaire est un nombre avec un maximum de 19 chiffres : 
1. 8 chiffres (6 avant 2017) pour le numéro d'émetteur (Issuer Identification Number, IIN, autrefois Bank Identification Number, BIN) dont le premier est le Major Industry Identifier (MII).
2. Un nombre variable de chiffres identifiant la carte au sein de la banque.
3. 1 chiffre de somme de contrôle calculé selon la formule de Luhn (facultatif, au choix de l'émetteur ou selon règlementation).

Pour les cartes les plus courantes, celles issues des grands réseaux que sont UNION PAY, VISA (plus de 3,6  milliards de cartes en 2022) et MASTERCARD (plus de 2,5 milliards émise en 2022), le numéro de carte comporte 16 chiffres disposés en 4 groupes de 4 chiffres.
Les cartes émises par American Express (environ 133 millions de cartes en 2022) ont droit à un numéro  de 15 chiffres répartis en 3 groupes : le premier, de 4 chiffres, le second de 6 et le troisième de 5 .
Le numéro des cartes diffusées par Diner's Club International  est de 14 chiffres, également réparti en 3 ensembles : le premier de 4 chiffres, le second de 6 et le dernier de 4 mais le nombre de cartes de ce groupe de services financiers est assez restreint, au niveau international : environ 17 millions de cartes en 2022.

## Gestion du support
Les cartes sont fabriquées par des encarteurs, par exemple Oberthur Technologies, Morpho, Gemalto ou ASK.
En règle générale, la carte est fabriquée pour l'émetteur qui la remettra à son client. Lorsque la carte est associée à un code secret, ce dernier est communiqué au porteur de la carte soit par le fabricant, soit par la banque, mais toujours par courrier séparé afin de garantir une meilleure sécurité.

### Opposition sur carte bancaire
L'utilisateur doit former opposition auprès de son établissement bancaire en cas de perte, vol ou utilisation frauduleuse de sa carte bancaire.

### Achats sur Internet et sécurité renforcée
Pour tous les achats faits au sein de l'Union Européenne, la directive européenne 2015/2236 du 25 novembre 2015 (DSP 2) impose une authentification renforcée lors d'achats sur Internet avec une carte bancaire. Cette authentification passe par l'usage, en plus des informations présentes sur la carte bancaire, de deux données issus de deux catégories distincts sur les trois suivantes :
- Quelque chose que l'utilisateur connaît : un code, une date, une phrase...
- Quelque chose que l'utilisateur possède : un téléphone, un boîtier, un ordinateur, un e-mail... notamment par l'envoi de notifications
- Quelque chose que l'utilisateur est : empreinte digitale, reconnaissance vocale, reconnaissance faciale...

Tous les achats sur Internet (hors exception) doivent satisfaire à cette réglementation sous peine de rejet. Précédemment, l'accepteur choisissait s'il voulait bénéficier de cette authentification ou pas, avec l'avantage de ne pas supporter le coût des opérations frauduleuses. Actuellement, l'émetteur supporte le risque de la validation de toutes les opérations frauduleuses par cette authentification, dont l'usage ou non lui appartient. L'accepteur devra se plier aux exigences de l'émetteur sous peine de refus d'autorisation et donc de paiement.

## Vie privée et données personnelles

### Principes
L'utilisation de cartes de paiement expose l'utilisateur à la traçabilité de ses achats, ce qui peut être utilisé à des fins commerciales ou judiciaires.
Le pistage est facilité par la mise en place de cartes équipées pour le paiement sans contact qui permettent l'interrogation par des terminaux proches (10 cm) qui peuvent être portatifs, sans que le possesseur de la carte en ait conscience. Les données des dossiers passagers (PNR) fournies lors des transports (notamment aériens) comportent le plus souvent des données sur les cartes de paiement.
En 2011, pour répondre à une demande d'une clientèle désireuse de ne pas faire figurer toutes leurs transactions sur leurs relevés bancaires habituels et dans le cadre de l'ouverture à la concurrence sur l'émission de carte de paiement, la Directive des services de paiement a autorisé l'utilisation de cartes bancaires prépayées émises par des sociétés non bancaires. La carte bancaire prépayée permet un relatif anonymat en fonction de l'émetteur choisi mais les plafonds de ces dernières sont limités en fonction de la réglementation locale. Ainsi le seuil d'anonymat est passé en 2020 à 150 € en France, au lieu de 250 € qui était le seuil depuis 2017. Cela a été mis en place notamment pour restreindre le financement du terrorisme.

## Poids économique

### Estimation
Pour 2005, on[Qui ?] estime que les commerçants de l'Union européenne ont payé plus de 25 milliards d'euros en commissions pour l'utilisation des cartes de paiement, pour un chiffre d'affaires total, sur les points de vente, de 1 350 milliards d'euros. Les cartes de paiement contribueraient à hauteur de 25 % aux profits du secteur de la banque de détail. 64 milliards de transactions par cartes de crédit ont été traités en 2008, soit une progression de 35 % par rapport à 2007.

### Enjeux concurrentiels
Le secteur économique des cartes de paiement est une industrie de réseau fondée sur des marchés double-face ; deux de ses grands protagonistes — Visa et Mastercard — sont des associations de banques, elles-mêmes le résultat de coentreprises, qui distribuent les cartes aux porteurs par l'intermédiaire des banques et proposent des services aux commerçants qui acceptent ces cartes.
Ces particularités laissent entendre que le secteur pourrait ne pas être suffisamment concurrentiel et appeler l'intervention des autorités de concurrence ou de régulation. Cependant, ces mêmes particularités rendent difficiles la détermination du bilan concurrentiel par référence aux standards habituels du droit de la concurrence. L'analyse économique nécessaire aux décisions de droit de la concurrence ou aux politiques de régulation buttent sur ces modèles économiques qui sont présentés[Par qui ?] comme novateurs[réf. nécessaire].

## Histoire et chronologie

### Naissance de la carte de paiement
- 1914 : carte de paiement Western Union en métal[22],
- 1928 : carte de paiement Charga-Plate[23],
- 1946 : premier système de carte bancaire Charg-It[24],
- 1950 : carte de paiement Diners' Club sous forme de petit carnet[25],
- 1951 : carte de paiement Frankin National Bank en carton,
- 1953 : carte de débit,
- 1957 : carte de paiement BankAmericard (future Visa),
- 1958 : carte de crédit et de débit American Express en carton et qui sera en plastique en 1959 (première mondiale),
- 1960 : carte de paiement à embossage,
- 1964 : carte de paiement Eurocard en Suède,
- 1967 : carte de paiement Carte bleue en France par la BNP, le Crédit Lyonnais, la Société Générale, le CCF et le CIC.,
- 1969 : carte de paiement à piste magnétique[26],
- Années 1960 : carte de paiement privative Cetelem, Sofinco, Cofinoga,
- 1974 : carte de paiement à mémoire (procédé créé par l'inventeur français Roland Moreno),
- 1978 : carte de paiement avec processeur Bull.

### L'ère de la puce
- 1979 : publiphones en France,
- 1982 : carte téléphonique à puce (Télécarte),
- 1989 : carte à crypto processeur,
- 1994 : porte-monnaie électronique,
- 1997 : carte sans contact,
- 2001 : carte téléphonique virtuelle,
- 2002 : carte bleue en version électronique (e-card),
- 2004 : carte de paiement sans contact,
- 2014 : Dématérialisation des chèques déjeuner sous forme de carte à puce[27].

### Naissance des grands réseaux
- 1965 : distributeurs automatiques de billets par la Générale de Banque (futur BNP Paribas Fortis) en Belgique.
- 1967 : Interbank (futur Mastercard).
- 1967 : Charge Master (futur Mastercard).
- 1967 : cartes de banque (garantie de chèques).
- 1967 : distributeurs automatiques de billets au Japon.
  - 1967 : création du groupement de gestion CB gérant la Carte Bleue nationale rassemblant 6 banques françaises (BNP, CCF, Crédit du Nord, CIC, Crédit Lyonnais et Société Générale)
- 1968 : Eurochèque.
- 1968 : accords Interbank et Charge Master qui deviendront Mastercard.
- 1975 : création des cartes de retrait 24/24 sur le réseau de la Poste en France
- 1977 : création des cartes Visa aux États-Unis et au Canada .
- 1978 : cartes avec marques partenaires (co-branding).
- 1978 : Visa Europe à Londres.
- 1979 : Mastercard
- 1980 : généralisation de la piste magnétique.
- 1984 : Groupement des Cartes Bancaires CB rassemblant les banques françaises liées à Visa ou Mastercard autour de l'interbancarité des cartes de paiement.

### Internationalisation
- 1974 : accords Carte bleue et Americard : la Carte bleue, avec la marque VISA, devient une carte internationale,
- 1977 : le Crédit agricole distribue Eurocard,
- 1978 : le Crédit agricole rachète Eurocard,
- 1983 : Association française des banques (AFB),
- 1984 : carte de prestige Platine émise par American Express, pour les meilleurs clients de cartes Amex Gold, créées en 1966 aux États-Unis puis au Canada,
- 1985 : cartes de paiement de prestige des groupes Visa et Mastercard : Visa Premier, Mastercard Gold et Mastercard Platinum,
- 1998 : carte de paiement internationale à autorisation systématique, dépourvue de numéro en relief : Maestro et Visa Electron.

### Interbancarité
- 1984 : apparition du système Interac au Canada.
- 1985 : interbancarité opérationnelle en France pour tous les détenteurs de cartes Visa et Mastercard, chez tous les commerçants rattachés à ces deux réseaux .
- 1986 : le groupement Cartes Bancaires choisit de prévoir, comme moyen supplémentaire de sécurité pour les cartes de paiement, le procédé de puce électronique inventé en 1974 par Roland Moreno.
- 1986 : Cetelem émet des cartes bancaires.
- 1988 : crédit revolving dans les banques (Pluriel, Crédilion…).
- 1989 : Cofinoga crée la Banque Sigma.
- 1989 : carte de crédit UAP.
- 1990 : premier retrait dans le réseau Cartes Bancaires.
- 1992 : toutes les nouvelles cartes de paiement du groupement Cartes Bancaires sont à puce
- 1994 : fidélité et carte de paiement : Point Ciel de Cofinoga.
- 2003 : création du GIM-UEMOA, fédérant toutes les banques et établissements financiers (plus d'une centaine) des huit pays de l'Union économique et monétaire ouest-africaine (Bénin, Burkina Faso, Côte d'Ivoire, Guinée-Bissau, Mali, Niger, Sénégal et Togo).

### L'ère des changements
- 1994 : Centrale des règlements interbancaires pour les transferts de gros montant entre banques.
- 1995 : lecteurs de puce dans les guichets automatiques bancaires.
- 1996 : Europay (absorbé par Mastercard en 2002), Mastercard et Visa lancent le système de sécurité EMV.
- 1998 : expérimentations billetiques en France.
- 1998 : expérimentations du porte-monnaie électronique en France.
- 1998 : évolution des terminaux de paiement électronique pour le passage à CB 5.1.
- 1999 : évolution des terminaux de paiement électronique pour le passage à l'an 2000.
- 1999 : Banque centrale européenne.
- 2000 : premiers paiements sur Internet.
- 2000 : chiffrement du paiement sur Internet.
- 2001 : évolution des terminaux de paiement électronique pour le passage à l'euro.
- 2002 : authentification du paiement sur Internet.
- 2003 : déploiement d'EMV en Europe.
- 2009 : le groupe American Express décide de passer à la carte à puce mise au point par EMV dans les années à suivre, notamment pour des questions de sécurité, les cartes à bande magnétique étant assez facilement falsifiables.
- 2019 : Mooncard à paramétrage instantané.

### Dématérialisation
- carte de paiement virtuelle e-carte bleue.
- carte cadeau virtuelle e-gift.
- carte carburant virtuelle e-DAC.
- cartes téléphoniques virtuelles e-voucher et e-topup.